# Tätt intill

Tätt intill (eller Tättintill) var det svenska namnet på tandkrämen Close-Up när den såldes i Sverige. Close-Up marknadsförs av Unilever. Krämen lanserades 1967, klarröd och med kanelsmak, och var när den kom världens första gel-tandkräm. 
2003 sålde Unilever de exklusiva rättigheterna till Close-Up i USA och Kanada till Church & Dwight. Detta påverkade inte rättigheterna i andra länder, som i Indien,  arabländerna och Mellanöstern, där Unilever fortfarande sköter marknadsföringen av produkten. Märket har det yngre segmentet som målgrupp, med ett livsstilstilltal i reklamkampanjerna. 
Tandkrämen har haft namnet Très Pres i fransktalande länder, bland annat i Nordafrika, och Lähekkäin i Finland. Unilever skriver att Close-Up också var den första tandkrämen som också var gjord att användas som munskölj. Close-Up använder monofluorofosfat för fluor-innehållet.